# Leptostigma setulosum
Leptostigma setulosum är en måreväxtart som först beskrevs av Joseph Dalton Hooker, och fick sitt nu gällande namn av Francis Raymond Fosberg. Leptostigma setulosum ingår i släktet Leptostigma och familjen måreväxter. Inga underarter finns listade i Catalogue of Life.